# BON-BON BLANCO
BON-BON BLANCO（ボンボンブランコ）は、日本の４人組ガールズバンド。スペースクラフトプロデュース所属。レーベルはbouncy records。愛称はボンブラ。2009年5月に活動休止した。
スペイン語でBON BONとは「いけている」、BLANCOは「じゃじゃ馬」の意。略称として頭文字を採り、B3やB3の表記もある。

## メンバー
- SANTOS ANNA ex.ANNA（サントス・アンナ、1987年7月9日（38歳）、東京都出身）
  - ボーカル
  - 父がスペイン系アメリカ人、母が日本人のクォーター。
- MAKO（桜井真子、さくらい まこ、1986年10月7日（38歳）、東京都出身
  - マラカス
  - 元リーダー
- TOMOYO（松本知世、まつもと ともよ、1987年3月2日（38歳）、東京都出身）
  - ティンバレス
  - リーダー
- RURI（水谷光里、みずたに るり、1990年1月7日（35歳）、千葉県出身）
  - ボンゴ
  - 女優水谷妃里の実妹。

### 旧メンバー
- IZUMI（中台泉美、なかだい いずみ、1988年1月2日（37歳）、千葉県出身）
  - 2008年5月脱退。
  - コンガ

## 来歴
結成
南青山少女歌劇団の妹グループ「Nansho Kids」（ナンショー・キッズ）のメンバーとして活動していた桜井真子、中台泉美、松本知世、水谷光里をオーディションにより選抜し、さらに外部からのボーカリストにミュージカル「アニー」などで活躍していたサントス・アンナを迎えて2002年結成。同年5月の「東京おもちゃショー」バンダイブースのステージにてお披露目される。楽器をパーカッションのみで構成するという珍しいスタイルが注目を集め、デビュー前であるにもかかわらず様々な音楽雑誌で紹介された。平均年齢14歳（当時）のガールズバンドであることから、アイドルを扱う雑誌にもしばしば登場した。6月には公式ウェブサイト「B3TV」を開設。デビュー前のレッスン風景やレコーディング時、ジャケット撮影時のオフショット映像の動画を定期的に公開した。
パーカッション演奏は、ラテン音楽の本場キューバ出身で、日本でもプロのパーカッショニストとして実績のあるフゥアン・カルロス・ロペス・バルデスに師事し、レッスンを重ねる。
デビュー
2002年7月17日、シングル「愛 WANT YOU!!」でデビュー。翌週7月24日から8月28日にかけて、原宿ルイードで夏休みを利用した全6回のウィークリーライヴを開催する。ドリンク付きで500円という破格の入場料で観られるパフォーマンスが口コミで評判を呼び、当初は疎らだった客席も回を重ねるごとに埋め尽くされるようになった。
この時期のメディア露出については、プロモーションの戦略上から、先に開設していた公式ウェブサイト「B3TV」などのインターネットと雑誌など紙媒体とに限定し、テレビやラジオへの出演を極力控えていたが、CDをリリースした際のキャンペーンでは東北や九州をはじめとして地方ラジオ局での公開放送に多数出演した。
デビュー以来、音楽制作は一貫してビーイングが担当していた。また、初めはアマチュア同然だったパーカッションの演奏も次第に成長を見せ、12月26日に再び原宿ルイードで行ったライヴのチケットは即日完売した。
初期の頃のステージでは、一部の曲を「ダンスバージョン」と称して、マラカス以外の楽器を一切演奏せず、SANTOS ANNAの唄に合わせて5人全員でダンスを披露するというさながらダンスユニットであるかのようなパフォーマンスもあったが、パーカッションの演奏が上達するにつれて徐々にレパートリーから無くなっていった。
スマッシュヒット
以後は、およそ3か月から4か月のスパンで新曲を発表し、それ毎にTBS系「うたばん」やテレビ朝日系「ミュージックステーション」等の音楽番組にも出演してきたが、一向にブレイクの芽は出ず、2003年リリースの1stアルバム『BEAT GOES ON』を最後に、音楽性において新たな路線を模索することとなる。2年目に入り、ユニットとして成熟期を迎える時期であったが、ボーカルのSANTOS ANNAが喉に変調を来たすなどしたために一時的に音楽活動を縮小した。
約半年の休養を経た後、6枚目となるシングル「BON VOYAGE!」がテレビアニメ『ONE PIECE』の主題歌に選ばれ、CDのリリース前からお茶の間に流れたことをきっかけにスマッシュヒット。オリコンウィークリーチャートでもこれまでで最高の初登場8位を記録した。
続く7枚目のシングルは、やなせたかし作詞の童謡として広く知られる「手のひらを太陽に」をラテン・ポップにアレンジしたもの。フジテレビ系「めざましテレビ」の主題歌に選ばれた。シングルA面曲としてはボンブラ初のカバー曲でもある。また、Bon-Bon Blancoが全国の小学校を訪問し、「手のひらを太陽に」を児童とともに合唱する「出前ライヴ」を行った。
レーベル移籍後
2005年に入って9枚目のシングル「愛がいっぱい」をリリースした後、Bon-Bon Blancoをデビュー時より担当してきたプロデューサーがコロムビアから独立して立ち上げた新レーベルTOKYO LIPS PRO（後に「bouncy records」に改称）に移籍したものの、新作を1枚も出すことなく、しばらくしてbouncy recordsのウェブサイトから名前が消えてしまった。
また、この時期には約1年に渡りメンバーMAKO、SANTOS ANNAのソロ活動を除いて主だった活動が行われなかったことから、グループの先行きが心配されていたが、翌年2006年3月11日morph tokyoで開かれたイベント、「ハッピースペクラサタデー female voice party vol.9」にゲスト出演をし、本格的なライブ活動を再開。4月には所属スペースクラフトグループ主催のミュージカル「エンジェルゲート」にも「渋谷の人」役でゲスト出演をしている。
同年6月25日には、渋谷BOXXでおよそ1年半ぶり（2004年秋の学園祭ライヴより起算）の単独ライヴを開催する。このときのMCにて、リーダーをMAKOからTOMOYOに交代することを発表した。
2006年8月30日に発売した1年半ぶりの新曲「ユラユラ揺れる」のプロモーションビデオ（PV）では初のビキニ姿にチャレンジ。デビュー以来のジーンズ&Tシャツから一転、ビキニ姿で、ラテン特有の腰をくねらすセクシーダンスを披露した。また、bouncy recordsのサイトにも、新曲の発表にあわせて名前が掲載されるようになった。その後、様々なライブやラジオ番組へのゲスト出演を通じ活躍した。
メンバー脱退、そして活動休止
2007年は1月27日にSHIBUYA O-EASTにて行われる単独ライブ「Bon-Bon Blanco Winter Carnival 2007」より活動を開始し、同年2月21日には11枚目のシングルとなる「∞Changing∞」をリリースした。また、4月から7月にかけて「Bon-Bon Blancoマンスリーフリーライブ」と銘打ち、石丸電気Soft2館にて月一度のフリーライブを開催する他、5月にはミュージカル「エンジェルゲート」の再公演にも出演した。同年7月からは『女祭』と称した定期有料ライブをSHIBUYA O-WESTにて開催し、翌年2月にはその模様を収録したライブDVDをリリースするなど精力的に活動を展開した。
2008年5月にコンガ担当のIZUMIが「方向性の違い」（公式サイトの発表による）を理由に脱退した。残りのメンバーはファンクラブ会報や公式ブログを通じ活動の継続を表明し、実際翌月6月に4人編成でのゲストライブ出演を果たした。
2009年2月6日にファンクラブ会員向けに、同年5月4日には公式ブログ上で正式に、同月末一杯でBon-Bon Blancoとしての活動を休止すると発表、同年5月2日に行われた「BON-BON BLANCO Final Carnival」が最後のステージとなった。

## 作品
順位はオリコン週間ランキング最高位。

### シングル
| #  | 発売日        | タイトル                  | タイアップ                                                                                           | 順位 |
| -- | ------------- | ------------------------- | --- | ---- |
| 1  | 2002年7月17日 | 愛 WANT YOU!!             | バンダイ「CanバッチGood!」CMソング                                                                   | N/A  |
| 2  | 2002年9月11日 | だって、女の子なんだもん! | TBSテレビ『U-CDTV』オープニングテーマ                                                                | 23位 |
| 3  | 2002年12月4日 | 愛のナースカーニバル      | フジテレビ系『志村流』エンディングテーマ                                                             | 38位 |
| 4  | 2003年2月19日 | 涙のハリケーン            | TBS系アニメ『GetBackers-奪還屋-』エンディングテーマ                                                  | 19位 |
| 5  | 2003年6月4日  | バカンスの恋              | TBS系『pooh!』6月度エンディング・テーマ ハドソン・iアプリ用ゲーム『ミラクルくえすと2』テーマ・ソング | 30位 |
| 6  | 2004年1月14日 | BON VOYAGE!               | フジテレビ系アニメ『ONE PIECE』オープニングテーマ                                                    | 08位 |
| 7  | 2004年7月14日 | 手のひらを太陽に          | フジテレビ系『めざましテレビ』テーマソング                                                           | 28位 |
| 8  | 2004年9月1日  | La La 口笛吹いていこう    | UHB『めざまし北海道 おはよう！山田です』テーマソング                                                 | 39位 |
| 9  | 2005年2月23日 | 愛がいっぱい              | TBS系ドラマ『スウとのんのん』主題歌                                                                  | 98位 |
| 10 | 2006年8月30日 | ユラユラ揺れる            | 日本テレビ系『恋愛部活』エンディングテーマ                                                           | 69位 |
| 11 | 2007年2月21日 | ∞Changing∞                | テレビ東京系アニメ『ヤマトナデシコ七変化♥』エンディングテーマ                                        | 80位 |

### アルバム
| # | 発売日         | タイトル                   | 順位 |
| - | -------------- | -------------------------- | ---- |
| 1 | 2003年3月26日  | BEAT GOES ON               | 56位 |
| 2 | 2004年3月24日  | B3 Master Pieces 2002–2004 | 37位 |
| 3 | 2004年12月15日 | Winter Greetings           | 60位 |

### 映像作品
| # | 発売日        | タイトル                  |
| - | ------------- | ------------------------- |
| 1 | 2004年3月24日 | B3 Master Clips 2002–2004 |
| 2 | 2008年2月6日  | 女祭                      |

## スタッフ
ビーイング系の作家・プレイヤーが曲提供を行っているのが特徴。
- 高島信二（音楽プロデューサー、ディレクター。元オメガトライブのギタリスト。曲によりコーラスにも参加）
- PANINARO30 （作詞、他にNOB SUMMERなども手掛けている）
- 大島こうすけ（作曲・編曲）
- 小澤正澄（作曲・編曲）
- 徳永暁人（作曲・編曲）
- 凛々（作詞）

## 出演

### テレビ
- テレビ朝日系「ミュージックステーション」（3回）
- TBS系「うたばん」

### ラジオ
- Bon-Bon Blanco課外授業（文化放送、2002年10月 - 2004年12月）
- ゴチャ・まぜっ!木曜日（MBSラジオ）- サントス・アンナがレギュラー出演
- ゴチャ・まぜっ!火曜日（MBSラジオ）- サントス・アンナがレギュラー出演
- Bon-Bon Blanco すっぴんカフェ - 公式ホームページ内のネット配信ラジオ　メンバー全員出演

| 文化放送 水曜26:30-27:00枠（2002年10月 - 12月）       | 文化放送 水曜26:30-27:00枠（2002年10月 - 12月） | 文化放送 水曜26:30-27:00枠（2002年10月 - 12月） |
| 前番組                                                | 番組名                                          | 次番組                                          |
| ----------------------------------------------------- | ----------------------------------------------- | ----------------------------------------------- |
| 扇一平のミュージックパーク （2001年10月 - 2002年9月） | BON-BON BLANCO                                  | EAZY INDIES （2003年1月 - 6月）                 |
| 文化放送 月曜26:00-26:30枠（2003年1月 - 2004年12月）  |                                                 |                                                 |
| 360°（サブロク） （2001年10月 - 2002年12月）          | Bon-Bon Blanco課外授業                          | 根食真実のねじKISS （2005年1月 - 3月）          |

## 活動休止後
- SANTOS ANNAは、舞台業やTVタレントとして活動中。2014年1月に入籍した。
- MAKOは、ソロ活動中から行っていた声優に転向して活動中、現所属事務所はアイムエンタープライズ。
- TOMOYOはソーシャルファッション・コーディネートサイト「FUKULOG（フクログ）」のPR担当として働いているため芸能活動は行っていない。
- 脱退したIZUMIは、所属事務所をパールに移籍し、モデルとして活動中。